# Sympherta gallicator
Sympherta gallicator är en stekelart som beskrevs av Aubert 1984. Sympherta gallicator ingår i släktet Sympherta och familjen brokparasitsteklar. Inga underarter finns listade i Catalogue of Life.